# Manuel Seidl
Manuel Seidl (Kirchschlag, 26 ottobre 1988) è un ex calciatore austriaco, di ruolo centrocampista.

## Carriera
Debutta il 9 luglio 2008 nella sconfitta per 6-0 contro il Salisburgo.